# Bláthnat
Bláthnat (altirische Aussprache ['blaːθnad], neuirisch Bláthnaid, Blánaid [ˈblaːnɪdʲ], „kleine Blüte“) ist in der keltischen Mythologie Irlands eine Sagengestalt aus dem Ulster-Zyklus.

## Mythologie
Bláthnat ist die Tochter König Mends von Inis Fer Falga (Isle of Man), nach einer anderen Version die Tochter Midirs, des Elfenfürsten von Brí Léith (County Westmeath). Als das Reich ihres Vaters von den Ultern unter der Führung Cú Chulainns und Cú Roís erobert wird, gerät sie in Gefangenschaft. Auch ein magischer Kessel wird geraubt. Obwohl Blàthnat Cú Chulainn liebt, verlangt Cü Roí sie als Kriegsbeute und heiratet sie. Aus Rache verrät sie ihren Gatten an seine Feinde und der durch die erzwungene Hochzeit beleidigte Cú Chulainn tötet ihn. Blàthnat selbst wird für ihren Verrat vom Barden Cú Roís, Ferchertne (auch Fercherdne), ebenfalls getötet. Er springt mit ihr von einer Klippe ins Meer.